# 埃塞俄比亚驻华大使馆
埃塞俄比亚联邦民主共和国驻华大使馆，通称埃塞俄比亚驻华大使馆，埃塞俄比亚联邦民主共和国派驻在中华人民共和国首都北京的最高外交代表机构，坐落于北京市建国门外秀水南街3号。

## 历史
1970年11月24日，埃塞俄比亚与中国建立外交关系。1970年代，埃塞俄比亚驻华大使馆在建国门外（今建国门外秀水南街3号）建成投用，建筑面积约1600平方米。
2009年1月起，埃塞俄比亚劳工部加强了对外籍人员到埃塞工作的管理，凡申请到埃塞工作的中国公民，需要将学历证明或技能证明（技术职称认证、或从业资格证、或工作经历证明）等材料在省级以上公证部门公证，并经中国外交部领事司和埃塞俄比亚驻华使馆进行双认证后，才可在埃塞俄比亚劳工部申请工作许可。
2019年7月11日，由中国建筑一局承建的埃塞俄比亚驻华使馆翻建项目开工，埃塞俄比亚驻华大使特肖梅·托加等使馆人员，北京外交人员服务局，设计公司和中建一局等有关负责人参加开工典礼。新馆建筑面积9700平方米，框架结构形式，共4层，主要功能包括大使馆办公楼、签证处等。
2023年5月25日，埃塞俄比亚驻华大使馆举行新馆启用仪式，中国国务委员兼外交部长秦刚、埃塞俄比亚副总理兼外长德梅克·梅孔宁、埃塞俄比亚外交部国务部长博图坎·阿亚诺等人出席仪式。埃塞俄比亚驻华使馆新馆总建筑面积约9700平方米，其中地上约5400平方米，地下约4300平方米，包括办公楼、大使官邸、门卫室和签证处等地上建筑，以及多功能厅、员工活动室、停车库等地下建筑。